# Гагарин, Фёдор Фёдорович
Фёдор Фёдорович Гага́рин (1788—1863) — князь, генерал-майор русской императорской армии из княжеского рода Гагариных.

## Биография
Родился в семье генерал-майора Фёдора Сергеевича Гагарина от брака с княжной Прасковьей Юрьевной Трубецкой. Крещен 12 ноября 1788 года в церкви Владимирской Пресвятой Богородицы, что в Придворных слобода, при восприемстве князя Г. А. Вяземского и А. Н. Нарышкиной. В 1794 году его отец, Фёдор Гагарин был убит в Варшаве в ходе польского восстания.
Службу начал портупей-прапорщиком Семёновского полка. Участвовал в битве при Аустерлице, за которую был произведён в прапорщики). В 1806 году был переведён корнетом в Кавалергардский полк, но добровольно вызвался участвовать в военных действиях и был командирован в распоряжение Беннигсена: с Лейб-кирасирским Его Величества полком участвовал в битвах при Прейсиш-Эйлау, Гейльсберге, и Фридланде. За храбрость был награждён орденами святой Анны 4-й степени и Владимира 4-й степени с бантом.
После заключения мира с французами, отправился на южный фронт: в 1808 году участвовал в войне с Персией, в штурме Гудовичем Эривани. В 1811 году, вновь добровольцем, участвовал в Турецкой войне, отличился при взятии Ловчи, когда во главе стрелков Московского гренадерского полка взял турецкий редут, за что был награждён золотой саблей с надписью «За храбрость».
Принимал участие и в сражениях Отечественной войны 1812 года; состоял адъютантом при князе Багратионе; 31 октября 1812 года стал штаб-ротмистром, 25 января 1813 года — майором. Был переведён в Павлоградский гусарский полк и назначен адъютантом к Дохтурову. Участвовал в заграничном походе русской армии. Принимал участие в битвах под Дрезденом и Кульмом. С эскадроном Павлоградских гусар был в отряде Бенкендорфа в Голландии, где с тремя сотнями спешенных казаков и башкир взял крепость Девентер в Голландии и захватил 80 человек пленных, за что в ноябре 1813 года получил орден Святого Георгия 4-й степени (№ 2747)
1 января 1814 года в ходе штурма Реймса и командуя 1-м Башкирским полком Гагарин попал в плен. По освобождении, получив звание подполковника (3.1.1815), командовал с 23 января 1815 года Тираспольским конно-егерским полком, а с 20 февраля 1817 года — Оренбургским уланским полком; с 14 января 1819 года — полковник. Затем восемь лет командовал Гродненским гусарским полком (23.10.1819 — 06.12.1827; с 1824 года — Клястицкий полк). В конце 1825 года был арестован по подозрению в принадлежности к тайному обществу. Но его «участие» сводилось к тому, что он знал о нём, знал некоторых его членов. Был арестован 13 января 1826 года; по болезни содержался в Военно-сухопутном госпитале. По изысканию Следственной комиссии «Гагарин принадлежал к Военному обществу, предшествовавшему Союзу благоденствия, но в сей последний он не поступал, не принимал никакого участия и не знал о существовании тайных обществ, возникших с 1821 года». Поэтому 2 февраля 1826 года он был освобождён.
За отличие по службе 6 декабря 1827 года был произведён в генерал-майоры.
Участвовал в подавлении польского восстания, командовал 1-й бригадой 2-й гусарской дивизии. Сражался при Игане, Ендржееве, за штурм Варшавы был награждён орденом Святой Анны 1-й степени. В 1832 году был уволен со службы «за появление в Варшаве на гулянии в обществе женщин низшего разбора». Был восстановлен на службе, в 1833 году был назначен командиром 1-й бригады 2-й конно-егерской дивизии, но уже через 2 месяца в рамках реформирования вооружённых сил был уволен с должности с зачислением при кавалерии, и 30 декабря 1835 года вышел в отставку.
Имел репутацию лихого кавалериста, игрока и дуэлянта. Ходило немало рассказов о его выходках. Ему ничего не стоило вызвать кого-нибудь на поединок, подставив шутя себя под выстрел, или под дулом пистолета заставить проезжего на почтовой части съесть дюжину рябчиков, что, говорят, дало сюжет для одной из сцен романа Загоскина «Юрий Милославский».
В юности прозываемый «Феденькой» впоследствии благодаря своей рано облысевшей, черепообразной голове получил прозвище «La tete de mort» («Адамова голова»). С подчинёнными офицерами обращался как с товарищами, его всегда любили и были ему преданы.
После выхода в отставку жил в Москве или в имении Вяземских Остафьево (его сестра Вера была замужем за князем П. А. Вяземским).
Фёдор Фёдорович Гагарин умер холостым 6 (18) сентября 1863 года. Был похоронен в некрополе Новодевичьего монастыря; могила не сохранилась.

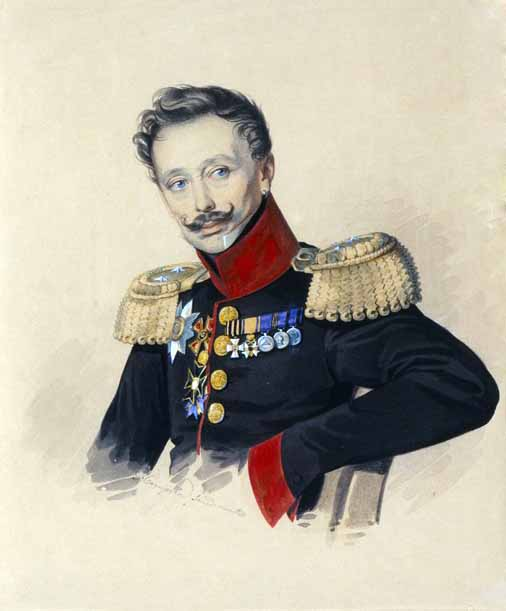
Портрет работы Карла Гампельна, 1830-е гг.
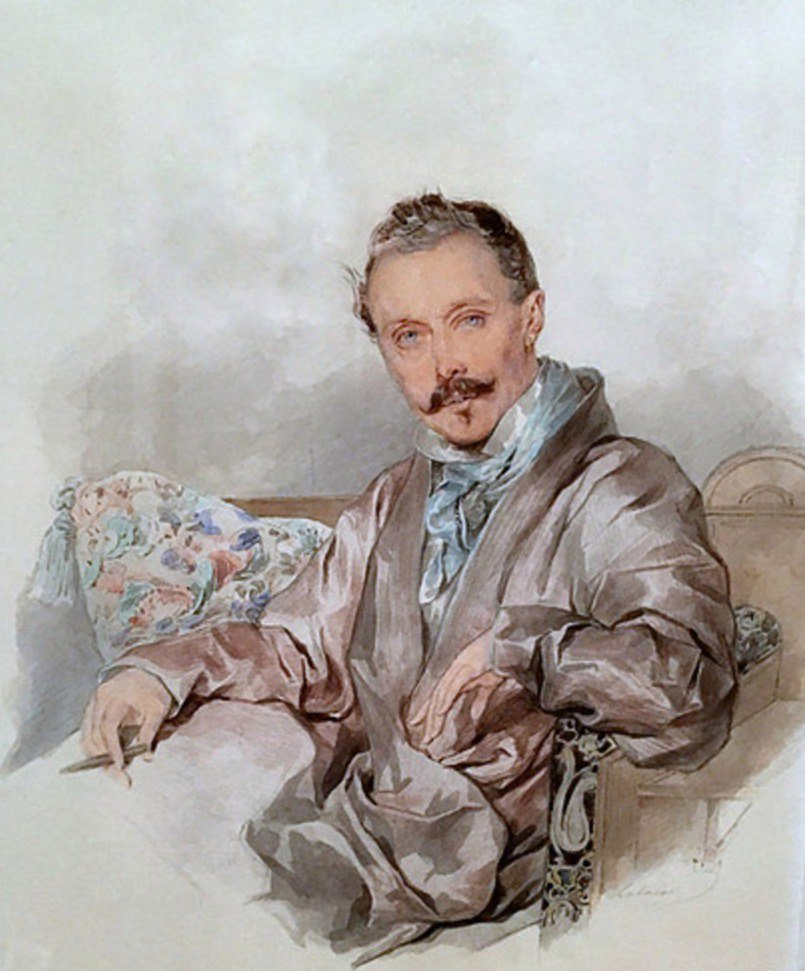
Портрет работы Петра Соколова, 1840 г.

## Награды
Российской империи:
- Орден Святого Владимира 4-й степени (22 апреля 1807)[3]
- Орден Святой Анны 3-й степени (21 сентября 1807, корнет)[4] (после реформы ордена в 1815 году соответствует 4-й степени)
- Золотая шпага «За храбрость» (1 августа 1811)[5]
- Орден Святой Анны 2-й степени (24 сентября 1813)[6]
- Орден Святого Георгия 4-го класса (9 декабря 1813)[5]
- Орден Святого Владимира 3-й степени (24 сентября 1831)[7]
- Орден Святой Анны 1-й степени (18 октября 1831)[8]
- Польский знак отличия за военное достоинство 2-й степени (1831)
- Серебряная медаль «В память Отечественной войны 1812 года» (1813)
- Медаль «За взятие Парижа» (1814)
- Медаль «За взятие приступом Варшавы» (1832)

Иностранных государств:
- Орден «Pour le Mérite» (Королевство Пруссия)
- Орден Меча рыцарский крест (после реформы ордена в 1889 году соответствует рыцарскому кресту I-го класса) (Королевство Швеция)